# 香港電動大獎賽
香港電動方程式大獎賽（英文：Hong Kong ePrix）是電動方程式錦標賽於香港曾舉行之賽事，在2016年至2019年間於香港中環海濱賽道舉行共4場比賽。

## 賽道
電動方程式賽會首於2013年提出於香港舉辦電動方程式大獎賽，並擬議於中環海濱舉行賽事，其設計團隊曾考察龍和道和龍匯道擬議賽道範圍。賽道原設計包括政府總部前龍和道一段隧道，惟當局強調封閉道路對駕駛人士及公眾的影響， 令香港政府與國際汽聯就賽道方案談判需時較預期長， 最終香港大獎賽未能納入2014-15年賽季賽程。
直至2015年10月，電動方程式控股總裁亞歷杭德羅·阿加格於中環海濱活動空間宣布賽會計劃於2016年10月9日舉行2016-17年賽季之香港大獎賽。 後於2016年9月，國際汽聯世界汽車運動理事會確認香港大獎賽納入2016-17賽季賽程。 賽道曾於2016年、2017年及2019年舉行電動方程式香港大獎賽，共4場賽事。
現行賽道總長1.86公里，並未滿足國際汽聯自2020年起為賽道長度新設之要求。 國際汽聯要求港府延長賽道至2.2公里長，以舉辦2019-20年賽季賽事，並容納新增之兩隊電動方程式隊伍。 香港汽車會會長余錦基指向西延伸賽道或影響香港站運作，向東延伸賽道至政府總部前龍和道一段隧道則引起安全隱憂。 最終香港大獎賽並未納入2019-20年賽季。

## 歷屆賽事
- 2016年電動方程式香港大獎賽
- 2017年電動方程式香港大獎賽
- 2019年電動方程式香港大獎賽

## 賽事結果
| 賽事         | 賽道             | 首名                           | 第二名                          | 第三名                 | 頭位                       | 最快圈速                        | 參考資料 |
| ------------ | ---------------- | ------------------------------ | ------------------------------- | ---------------------- | -------------------------- | ------------------------------- | -------- |
| 2016年       | 香港中環海濱賽道 | 塞巴斯蒂安·布米 e.DAMS Renault | 盧卡斯·迪·格拉西 Abt Sportsline | 尼克·海菲爾德 Mahindra | 尼爾遜·小畢奇 NextEV NIO   | 菲利克斯·羅辛基斯 Mahindra      | [ 7 ]    |
| 2017年首回合 | 香港中環海濱賽道 | 薩姆·伯德 DS 維珍              | 若-埃里克·沃尼 鈦麒             | 尼克·海菲爾德 Mahindra | 若-埃里克·沃尼 鈦麒        | 熱羅姆·丹布羅西奧 Dragon Racing | [ 8 ]    |
| 2017年次回合 | 香港中環海濱賽道 | 菲利克斯·羅辛基斯 Mahindra     | 艾度亞度·莫他拿 Venturi         | 米奇·埃文斯 捷豹車隊   | 菲利克斯·羅辛基斯 Mahindra | 盧卡斯·迪·格拉西 Abt Sportsline | [ 9 ]    |
| 2019年       | 香港中環海濱賽道 | 艾度亞度·莫他拿 Venturi        | 盧卡斯·迪·格拉西 Abt Sportsline | 羅賓·夫林斯 維珍       | 斯托弗·范多恩 HWA車隊      | 安德烈·洛特爾 鈦麒              | [ 10 ]   |